# 헨리 클린턴
헨리 클린턴(Henry Clinton, 1730년 4월 16일 - 1795년 12월 23일, 바스 훈장 수상자)은 영국의 군인, 정치인이다. 클린턴을 유명하게 한 것은 미국 독립 전쟁 중에 영국군의 북아메리카 총사령관을 맡은 것이다. 1775년 5월에 보스턴에 처음 도착하여, 1778년부터 1782년까지 4년간 북아메리카 영국군 총사령관을 맡았다. 그 군 경력 이외에, 제2대 뉴캐슬 공작의 영향력도 있고, 영국 의회 의원직을 몇 해 지냈다. 만년에 지브롤터 총독에 임명되었으나 부임 전에 사망했다.
클린턴의 혈통은 1066년까지 거슬러 올라가며, 왕실을 오랫동안 모신 유서 깊은 역사를 가진 가문이었다. 아버지 조지 클린턴은 제독이었으며, 헨리의 두 아들, 윌리엄 헨리 클린턴 (1769–1846)도 대장이되었고, 중장이 되었던 헨리 클린턴 (주니어) 경까지 모두 고위직 사령관을 역임했다.

## 어린 시절
클린턴은 1730년경에, 조지 클린턴 제독과 장군의 딸이었던 앤 칼의 아들로 태어났다. 초기 역사서에서 생년을 1738년으로 기록하였고, 이 날짜가 현대까지 널리 알려져 있다. 전기 작가 윌리엄 콕스에 따르면, 1958년에 발견된 기록부에는 1730년 태어났으며, 영국의 귀족원 기록에서는 생일을 4월 16일이라고 밝혔다. 윌콕스는 또한 이러한 기록의 어느 곳에도 클린턴의 출생지를 보여주는 기록이 없다고 말하고 있다. 사학자 존 프레데릭은 클린턴이 뉴펀들랜드에서 태어났다고 주장하고 있다. 클린턴의 아버지가 1732년부터 1738년까지 그곳에서 주둔을 하고 있었기 때문이다.
클린턴의 유년기에 대해서는 알려진 바가 많지 않았다. 또한 그 어머니와 성인이 될 때까지 같이 자랐던 2명의 자매에 대해서도 잘 알려지지 않다. 아버지가 해군의 군인이었기 때문에 가족이 어디에 살았는지도 불분명하다. 아버지가 그 혈통을 잇고 있었던 링컨 백작가나 혼인으로 친척 관계에 있었던 뉴캐슬 공작가에서 명확한 연결 관계를 알 수 없다. 1739년에 당시 지브롤터에서 근무하던 아버지가 뉴욕 식민지 총독직에 자원했다. 아버지는 뉴캐슬 공작의 지원으로 1741년에 그 자리에 부임할 수 있었다. 뉴캐슬 공작은 조지 클린턴 형제의 의형제였다. 그러나 실제로 뉴욕에 부임한 것은 1743년이 되고 나서였다. 아버지는 12세의 헨리 클린턴을 데리고 뉴욕에 갔지만, 12살에 헨리를 중위로 임관시키지는 못했다. 헨리의 군 경력도 뉴캐슬 공작과의 관계에서 혜택을 받게 되었다.
뉴욕의 가족생활에 대해서는 기록이 그다지 남아있지 않다. 롱 아일랜드의 사무엘 시베리에서 공부했다고 기록되어 있으며, 이것은 그 가족이 뉴욕 시의 교외에 살았을 가능성을 시사하고 있다. 클린턴의 첫 번째 군 경력은 1745년에 14세에 뉴욕의 독립 중대에 들어간 것이었다. 이듬해 아버지가 클린턴에게 대위직을 획득해 주었기 때문에, 당시 차지한 루이부루 요새의 수비대 임무에 올랐다. 클린턴은 군 경력을 쌓기 위해 1749년에 영국으로 건너갔다. 콜드스트림 가즈(근위 연대)에서 대위 직책을 임관 받은 것은 2년 후였다. 클린턴은 아버지의 뉴욕 총독 임기가 끝났을 때 런던으로 돌아간 뒤, 1756년에 클린턴을 위해 존 리고니에 경 부관직을 획득했다.

### 7년 전쟁
클린턴은 1758년까지 제1 보병 근위 연대에 근무한 후 그레나디아 가즈(척탄병 근위 연대) 중령으로 승진했다. 당시는 7년 전쟁이 진행 중이었지만, 클린턴이 전선에 소집된 것은 1760년 이후였다. 그 해에 클린턴은 유럽으로 파견되었으며, 브룬즈윅 페르난디 공작인 브라운슈바이크 공작 휘하로 크로바치와 클로스터 캄펜 전투에 참전했다. 프라이 베르크 전투에서 중상을 입었는데, 그 용기로 대중의 주목을 받을 수 있었다. 페르디난드 공작의 부관으로 두각을 나타내면서 페르디난트 공작과 길게 계속 우정을 쌓았다. 1762년 여름에는 대령으로 승진했다. 1766년에는 제12보병 연대의 연대장이 되었다.
이러한 초창기에 클린턴은 많은 친구와 지기를 얻었다. 그 대부분은 같이 근무하고 있던 브룬즈윅 캠프의 다른 장교들이었다. 그들 중에는 스털링 경을 자칭하고 있던 찰스 리와 윌리엄 알렉산더가 있었다. 이 두 사람은 이후 북미에서 클린턴의 적으로 싸우게 된다. 존 저비스와 윌리엄 필립스는 오랫동안 지속된 뜨거운 우정을 나눴다. 필립스는 이후 북아메리카에서 클린턴과 같이 일했고 저비스는 영국 해군의 원수까지 올라가게 된다. 또한 지기 중에는 콘월리스도 있었는데 그는 북미에서 클린턴 아래에서 근무하게 된다.
클린턴이 육군에 종군하고 있던 중 1761년에 아버지가 죽었다. 클린턴은 새로운 가장이 되었고, 아버지가 남긴 것을 처리해야 생겼다. 아버지는 상당한 체납된 부채를 남기고 있었다. 아버지에게 체납된 임금으로 인해 상무부와의 몇 년간의 투쟁이 몇 년간 이어졌고, 식민지의 토지를 매각하려던 시도도 성과가 없었다. 이 땅은 미국 독립 전쟁 동안에 압수되었고 클린턴의 상속인도 그 어떠한 형태의 보상도 얻을 수가 없었다. 클린턴의 삶에 그다지 영향을 미치지는 못했지만, 정신적으로 불안정한 상태가 이어오던 클린턴의 어머니도 1767년 8월에 사망하게 된다.

### 결혼
1767년 2월 12일, 클린턴은 지주 계급(젠트리)의 딸 해리엇 카터(Harriet Carter)와 결혼하여, 서리주에 보금자리를 마련했다. 이 결혼은 서둘러 이루어졌다는 증거가 일부 남아있다. 결혼 6개월 만에 아들의 프레드릭이 태어난 것이다. 그러나 아내 해리엇은 5년만인 1772년에 죽었고, 그 2년 후인 1774년에는 아들 프레드릭이 병사했다. 클린턴은 결혼에 대한 기록을 남기고 있지 않았지만, 행복한 가정이었을 가능성이 높다. 부부는 프레드릭, 오거스타(1768년), 윌리엄 헨리 (1769년), 헨리 주니어 (1771년)와 해리엇 (1772년) 등 5명의 아이를 낳았다. 아내는 딸 해리엇을 낳은 8일 후인 1772년 8월 29일에 죽었다. 그 슬픔에 빠진 클린턴이 쾌유할 때까지 1년 이상이 걸렸다. 클린턴은 장인장모를 데려왔고, 처제가 클린턴의 아이들을 돌보았다.

### 후원자
후원자 뉴캐슬 공작이 죽자, 그의 막내아들이자 후계자인 헨리 펠햄 클린턴이 계승자가 되었다. 선대는 클린턴의 승진 경력 많은 도움을 주었지만, 새로운 공작은 정치에 별 관심이 없었고, 클린턴에게는 때때로 역풍이 되기도 했다. 클린턴은 젊은 공작을 존경해야 할 귀족이라기 보다는 대등한 사람으로 취급했기 때문에 그 관계가 복잡하기도 했다. 다른 후원자로, 국왕 조지 3세의 동생 글로체스터 공작 윌리엄 헨리가 있었다. 클린턴은 1764년에 윌리엄 헨리의 시종관에 임명되었고, 이 자리를 오랫동안 맡았다. 그러나 글로스터 공작의 배려부족으로 왕실에서 소외되었으며, 클린턴에겐 유효한 후원자가 되지 못했다.

### 평시 복무
1769년 클린턴의 연대는 지브롤터로 배속되었다. 그곳에서 클린턴은 지휘관 에드워드 콘월리스의 부사령관으로 복무를 했다. 이 시기, 뉴캐슬 공작이 수비대에 근무하는 공작의 아들을 돌봐달라고 부탁했다. 공작의 표현을 빌리자면 ‘느린’데가 ‘게으르고’ 또한 ‘비열한 행동’을 하는 젊은이었지만, 실제로 처치 곤란했으며, 클린턴은 공작을 설득하여 아들을 프랑스 학교에 입학시켰다.
클린턴 1772년에 소장으로 승진했고, 같은 해에 뉴캐슬 공작의 영향력으로 영국 의회에서 자리를 손에 넣었다. 처음에는 보로우 브리지, 후에 뉴왁 온 트렌트 선출 대의원으로 1784년까지 지냈다. 1774년 4월 클린턴은 발칸 반도에서 러시아 군의 군 시찰을 나갔다. 친구인 러시아 육군 장군 헨리 로이드와 함께 러시아 투르크 전쟁의 전장을 여러 차례 시찰하였고, 비엔나 신성 로마 황제 요제프 2세를 알현했다. 클린턴은 포격전을 볼 기회를 얻을 수 있었지만, 평화회담이 시작되었기 때문에 연기되었다. 클린턴은 터키 협상대표에게 소개받았으며, 그 사람에 대해 “노려보긴 했지만, 매우 예의바른 사람이었다”고 적고 있다. 클린턴은 1774년 10월 영국으로 돌아가 1775년 2월에는 국왕 조지 3세에게서 북아메리카의 임무에 대비하도록 명령을 받았다.